# Setophaga occidentalis
La Setophaga occidentalis (Townsend 1837), nota col nome comune di Parula eremita, è un uccello appartenente alla famiglia dei parulidi.

## Descrizione
Gli esemplari adulti arrivano ad una lunghezza di circa 14 cm con un'apertura alare di circa 20 cm e un peso compreso tra i 9 e i 13 grammi.
I maschi in età da riproduzione si distinguono per una colorazione giallo dorata della testa e un piumaggio nero sulla gola, le femmine hanno dei colori meno accesi e la gola gialla. La colorazione del corpo è simile per entrambi i sessi: il dorso è grigio, il petto bianco con striature grigio/nere, le ali nere con sezioni bianche.

## Habitat e distribuzione
Vive prevalentemente nelle foreste di conifere del Nord e Centro America. La presenza di questa specie è stata censita in Belize, Costa Rica, El Salvador, Guatemala, Honduras, Messico, Nicaragua, Panama e Stati Uniti d'America.

## Ecologia
Si nutre di insetti e ragni che cattura tra i rami degli alberi, soprattutto quelli più alti tra i 30 e i 60 metri dal suolo.
La Setophaga occidentalis è un uccello migratore: durante l'inverno si sposta dalle foreste del Nord America verso le regioni più calde dell'America Centrale.